# Принев (село)
Принев (осет. Принеу; груз. ფრინევი — Приневи) — село в Закавказье. Согласно юрисдикции Южной Осетии, фактически контролирующей село, расположено в Знаурском районе, согласно юрисдикции Грузии — в Карельском муниципалитете.

## География
Расположено к востоку от райцентра Знаур и к западу от грузинонаселённого (до августа 2008 года) села Авнев. В советский период до 1992 года относилось к Авневскому сельсовету.

## История
Принев основан осетинами из Дзауского ущелья в начале 19 века.
После образования Юго Осетинской автономной области в 1922 году, был организован колхоз.
С 1940 года село относилось к Авневскому сельсовету, на территории села существовал 5-летняя школа (осетиноязычная).
С 2000-х годов население села значительно сократилось. После 2009 года юридически относится к Зиууатской администрации.

## Население
Село населено этническими осетинами. По переписи населения 1989 года в селе жило 116 человек, из которых осетины составили 100 %.

## Известные уроженцы, жители
- В сельской школе учился Маргиев, Коста Иосифович (1922—2018), в будущем известный юго-осетинский поэт и переводчик.

## Топографические карты
- Лист карты K-38-64 Цхинвали. Масштаб: 1 : 100 000. Состояние местности на 1987 год. Издание 1989 г.